# بخش بایتسی
بخش بایتسی (به لاتین: Baitsi District) یک بخش در نائورو است. بخش بایتسی ۱٫۲ کیلومتر مربع مساحت و ۵۱۳ نفر جمعیت دارد و ۲۵ متر بالاتر از سطح دریا واقع شده‌است.